# Duca di Mercœur
I duchi di Mercœur si sono succeduti dal XVI al XVIII secolo. Il titolo prende il nome dalla famiglia dei Mercœur, che aveva diversi possedimenti nella regione dell'Alvernia, in Francia. Nel XIV secolo la linea dinastica proseguì con i delfini d'Alvernia, conti di Clermont. Nel 1426 passò ai Borbone per il matrimonio, di Giovanna di Clermont, delfina d'Alvernia, con Luigi I, Conte di Montpensier. Formò una parte delle proprietà confiscate del Conestabile di Borbone, e fu data da Francesco I di Francia e Luisa di Savoia ad Antonio, Duca di Lorena, e sua moglie, Renata di Borbone, sorella del Conestabile. Nicola di Lorena, figlio del Duca Antonio, fu creato Duca di Mercœur ed un pari di Francia nel 1569. Suo figlio Filippo Emanuele lasciò una figlia, che sposò il duc de Vendôme nel 1609.

## Duchi di Mercœur (Casato di Lorena)
- Nicola 1569–1577
- Filippo Emanuele 1577–1602

### Casato di Borbone-Vendôme
- Francesca 1602–1649, con suo marito Cesare di Borbone, duca di Vendôme 1608–1649
- Luigi 1649–1669
- Luigi Giuseppe 1669–1712

Il titolo si estinse nel 1712.  Fu ri-creato nel 1723 per Luigi Francesco di Borbone, principe di Conti, che lo vendette indietro alla corona nel 1770. Nel 1773, fu ri-creato per Carlo, conte d'Artois, ma fu scambiato nel 1778 per Poitou.